# Quantico (Fernsehserie)/Episodenliste

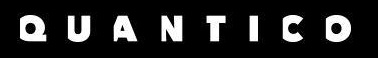
Logo zur Serie

Diese Episodenliste enthält alle Episoden der US-amerikanische Drama-Thriller-Fernsehserie Quantico, sortiert nach der US-amerikanischen Erstausstrahlung. Von 2015 bis 2018 entstanden in drei Staffeln insgesamt 57 Episoden mit einer Länge von jeweils etwa 42 Minuten.

## Übersicht
| Staffel | Episodenanzahl | Erstausstrahlung USA | Erstausstrahlung USA | Deutschsprachige Erstausstrahlung | Deutschsprachige Erstausstrahlung |
| Staffel | Episodenanzahl | Staffelpremiere      | Staffelfinale        | Staffelpremiere                   | Staffelfinale                     |
| ------- | -------------- | -------------------- | -------------------- | --------------------------------- | --------------------------------- |
| 1       | 22             | 27. September 2015   | 15. Mai 2016         | 20. April 2016                    | 27. September 2016                |
| 2       | 22             | 25. September 2016   | 15. Mai 2017         | 16. März 2017                     | 16. November 2017                 |
| 3       | 13             | 26. April 2018       | 3. August 2018       | 29. November 2018                 | 10. Januar 2019                   |

## Staffel 1
| Nr. (ges.) | Nr. (St.) | Deutscher Titel                | Originaltitel | Erstausstrahlung USA | Deutschsprachige Erstausstrahlung (CH) | Regie               | Drehbuch                          | Zuschauer (USA) |
| ---------- | --------- | ------------------------------ | ------------- | -------------------- | -------------------------------------- | ------------------- | --------------------------------- | --------------- |
| 1          | 1         | Einer von uns                  | Run           | 27. Sep. 2015        | 20. Apr. 2016                          | Marc Munden         | Joshua Safran                     | 7,142 Mio.      |
| 2          | 2         | Auf der Flucht                 | America       | 4. Okt. 2015         | 27. Apr. 2016                          | Stephen Kay         | Joshua Safran                     | 6,983 Mio.      |
| 3          | 3         | Die Wahrheit tut weh           | Cover         | 11. Okt. 2015        | 4. Mai 2016                            | Jennifer Lynch      | Jordon Nardino                    | 5,747 Mio.      |
| 4          | 4         | Schießbefehl                   | Kill          | 18. Okt. 2015        | 11. Mai 2016                           | Rachel Morrison     | Cherien Dabis                     | 5,299 Mio.      |
| 5          | 5         | Undercover                     | Found         | 25. Okt. 2015        | 18. Mai 2016                           | David McWhirter     | Jake Coburn & Justin Brenneman    | 5,105 Mio.      |
| 6          | 6         | Unter Beobachtung              | God           | 1. Nov. 2015         | 2. Aug. 2016                           | Peter Leto          | Beth Schacter                     | 4,049 Mio.      |
| 7          | 7         | Das Haus gegenüber             | Go            | 8. Nov. 2015         | 9. Aug. 2016                           | Patrick Norris      | Logan Slakter                     | 4,380 Mio.      |
| 8          | 8         | Mein Geheimnis, dein Geheimnis | Over          | 15. Nov. 2015        | 9. Aug. 2016                           | James Whitmore, Jr. | Justin Brenneman & Sharbari Ahmen | 4,203 Mio.      |
| 9          | 9         | Der blinde Fleck               | Guilty        | 29. Nov. 2015        | 16. Aug. 2016                          | Stephen Kay         | Cameron Litvack                   | 4,072 Mio.      |
| 10         | 10        | Kein Weg zurück                | Quantico      | 6. Dez. 2015         | 16. Aug. 2016                          | Paul Edwards        | Jordon Nardino                    | 4,390 Mio.      |
| 11         | 11        | Der Zünder                     | Inside        | 13. Dez. 2015        | 23. Aug. 2016                          | Thor Freudenthal    | Joshua Safran                     | 4,557 Mio.      |
| 12         | 12        | Fair Play                      | Alex          | 6. März 2016         | 23. Aug. 2016                          | Jamie Barber        | Jake Coburn                       | 3,749 Mio.      |
| 13         | 13        | Marionetten                    | Clear         | 13. März 2016        | 30. Aug. 2016                          | Jamie Barber        | Sharbari Z. Ahmed                 | 3,961 Mio.      |
| 14         | 14        | Doppelleben                    | Answer        | 20. März 2016        | 30. Aug. 2016                          | Jennifer Lynch      | Beth Schacter                     | 3,540 Mio.      |
| 15         | 15        | Der Austausch                  | Turn          | 27. März 2016        | 6. Sep. 2016                           | David McWhirter     | Cameron Litvack                   | 3,385 Mio.      |
| 16         | 16        | Abschied                       | Clue          | 3. Apr. 2016         | 6. Sep. 2016                           | Steve Robin         | Justin Brenneman                  | 3,682 Mio.      |
| 17         | 17        | Das trojanische Pferd          | Care          | 10. Apr. 2016        | 13. Sep. 2016                          | Félix Alcalá        | Logan Slakter & Braden Marks      | 3,568 Mio.      |
| 18         | 18        | Die unsichtbare Barriere       | Soon          | 17. Apr. 2016        | 13. Sep. 2016                          | P.J. Pesce          | Cherien Dabis                     | 3,655 Mio.      |
| 19         | 19        | Die Stimme                     | Fast          | 24. Apr. 2016        | 20. Sep. 2016                          | J. Miller Tobin     | Dan Pulick                        | 3,456 Mio.      |
| 20         | 20        | Das Gesicht zur Stimme         | Drive         | 1. Mai 2016          | 20. Sep. 2016                          | Ron Underwood       | Jake Coburn                       | 3,374 Mio.      |
| 21         | 21        | Die Akte Omaha                 | Right         | 8. Mai 2016          | 27. Sep. 2016                          | Holly Dale          | Cameron Litvack                   | 3,479 Mio.      |
| 22         | 22        | Die Antwort                    | Yes           | 15. Mai 2016         | 27. Sep. 2016                          | Larry Teng          | Joshua Safran                     | 3,783 Mio.      |

## Staffel 2
| Nr. (ges.) | Nr. (St.) | Deutscher Titel        | Originaltitel | Erstausstrahlung USA | Deutschsprachige Erstausstrahlung (D) | Regie              | Drehbuch                          | Zuschauer (USA) |
| ---------- | --------- | ---------------------- | ------------- | -------------------- | ------------------------------------- | ------------------ | --------------------------------- | --------------- |
| 23         | 1         | Die Farm               | Kudove        | 25. Sep. 2016        | 16. März 2017                         | Patrick Norris     | Joshua Safran & Logan Slakter     | 3,635 Mio.      |
| 24         | 2         | Überwachung            | Lipstick      | 2. Okt. 2016         | 23. März 2017                         | Patrick Norris     | Cami Delavigne                    | 3,565 Mio.      |
| 25         | 3         | Zwei weniger           | Stescalade    | 16. Okt. 2016        | 30. März 2017                         | Jennifer Lynch     | Beth Schacter                     | 3,041 Mio.      |
| 26         | 4         | Stressfaktoren         | Kubark        | 23. Okt. 2016        | 6. Apr. 2017                          | Steve Robin        | Jordon Nardino                    | 2,789 Mio.      |
| 27         | 5         | Illusion               | Kmforget      | 30. Okt. 2016        | 13. Apr. 2017                         | Jennifer Lynch     | Cameron Litvack                   | 2,433 Mio.      |
| 28         | 6         | Das Szenario           | Aquiline      | 6. Nov. 2016         | 20. Apr. 2017                         | Hanelle Culpepper  | Jorge Zamacona                    | 2,195 Mio.      |
| 29         | 7         | Hinter der Wand        | Lcflutter     | 13. Nov. 2016        | 27. Apr. 2017                         | Steve Robin        | Gideon Yago                       | 2,747 Mio.      |
| 30         | 8         | Die Wahrheit bist du   | Odenvy        | 27. Nov. 2016        | 4. Mai 2017                           | Reza Tabrizi       | Justin Brenneman                  | 2,285 Mio.      |
| 31         | 9         | Mission: Verführung    | Cleopatra     | 23. Jan. 2017        | 11. Mai 2017                          | Gideon Raff        | Marisha Mukerjee                  | 2,902 Mio.      |
| 32         | 10        | Die wahre CIA          | Jmpalm        | 30. Jan. 2017        | 18. Mai 2017                          | David McWhirter    | Braden Marks                      | 2,758 Mio.      |
| 33         | 11        | Schmutzige Hände       | Zrtorch       | 6. Feb. 2017         | 31. Aug. 2017                         | Kenneth Fink       | Logan Slakter                     | 2,614 Mio.      |
| 34         | 12        | Wir sind die Guten     | Fallenoracle  | 13. Feb. 2017        | 7. Sep. 2017                          | Ralph Hemecker     | Jordon Nardino & Justin Brenneman | 2,426 Mio.      |
| 35         | 13        | Einzelhaft             | Epicshelter   | 20. Feb. 2017        | 14. Sep. 2017                         | Constantine Makris | Beth Schacter & Marisha Mukerjee  | 2,471 Mio.      |
| 36         | 14        | Flug RNX 284           | Lnwilt        | 20. März 2017        | 21. Sep. 2017                         | Norman Buckley     | Joshua Safran & Gideon Yago       | 3,312 Mio.      |
| 37         | 15        | Trollfabriken          | Mockingbird   | 27. März 2017        | 28. Sep. 2017                         | Patrick Norris     | Cameron Litvack & Cami Delavigne  | 3,150 Mio.      |
| 38         | 16        | Hintermänner           | Mktopaz       | 3. Apr. 2017         | 5. Okt. 2017                          | Constantine Makris | Jon Derengowski & Sara Miller     | 2,957 Mio.      |
| 39         | 17        | Frau mit Hidschab      | Odyoke        | 10. Apr. 2017        | 12. Okt. 2017                         | Steve Robin        | Jordon Nardino                    | 2,571 Mio.      |
| 40         | 18        | Volkes Stimme          | Kumonk        | 17. Apr. 2017        | 19. Okt. 2017                         | David McWhirter    | Justin Brenneman                  | 2,758 Mio.      |
| 41         | 19        | Die letzte Chance      | Mhorder       | 24. Apr. 2017        | 26. Okt. 2017                         | Jennifer Lynch     | Logan Slakter & Gideon Yago       | 2,592 Mio.      |
| 42         | 20        | Machtwechsel           | GlobalReach   | 1. Mai 2017          | 2. Nov. 2017                          | Cherien Dabis      | Beth Schacter                     | 2,646 Mio.      |
| 43         | 21        | Hundert Tage           | Rainbow       | 8. Mai 2017          | 9. Nov. 2017                          | Patrick Norris     | Cameron Litvack                   | 2,867 Mio.      |
| 44         | 22        | Zwei Wege in die Hölle | Resistance    | 15. Mai 2017         | 16. Nov. 2017                         | Jim McKay          | Joshua Safran                     | 2,718 Mio.      |

## Staffel 3
| Nr. (ges.) | Nr. (St.) | Deutscher Titel                | Originaltitel       | Erstausstrahlung USA | Deutschsprachige Erstausstrahlung (D) | Regie                 | Drehbuch                         | Zuschauer (USA) |
| ---------- | --------- | ------------------------------ | ------------------- | -------------------- | ------------------------------------- | --------------------- | -------------------------------- | --------------- |
| 45         | 1         | Der Code des Gewissens         | The Conscience Code | 26. Apr. 2018        | 29. Nov. 2018                         | Russell Lee Fine      | Michael Seitzman                 | 2,661 Mio.      |
| 46         | 2         | Willkommen im Krieg            | Fear and Flesh      | 3. Mai 2018          | 29. Nov. 2018                         | Alexandra Kalymnios   | Dave Kalstein                    | 2,152 Mio.      |
| 47         | 3         | Das Höllentor                  | Hell’s Gate         | 10. Mai 2018         | 6. Dez. 2018                          | Constantine Makris    | Tom Mularz                       | 1,969 Mio.      |
| 48         | 4         | Das Spiel der Spione           | Spy Games           | 25. Mai 2018         | 6. Dez. 2018                          | Kevin Rodney Sullivan | Julia Cohen                      | 2,622 Mio.      |
| 49         | 5         | Mitten in Manhattan            | The Blood of Romeo  | 1. Juni 2018         | 13. Dez. 2018                         | David McWhirter       | Adam Armus                       | 2,992 Mio.      |
| 50         | 6         | Manchmal stürzt der Himmel ein | The Heavens Fall    | 15. Juni 2018        | 13. Dez. 2018                         | Russell Lee Fine      | Michael Brandon Guercio          | 2,563 Mio.      |
| 51         | 7         | Projekt Werwolf                | Bullet Train        | 22. Juni 2018        | 20. Dez. 2018                         | Rob Bowman            | Tom Mularz & Gideon Yago         | 2,408 Mio.      |
| 52         | 8         | Unter Wasser                   | Deep Cover          | 29. Juni 2018        | 20. Dez. 2018                         | Jim McKay             | Cole Maliska & Joe Webb          | 2,709 Mio.      |
| 53         | 9         | Der Zeuge                      | Fear Feargach       | 6. Juli 2018         | 27. Dez. 2018                         | P.J. Pesce            | Dave Kalstein & Matthew Klam     | 2,763 Mio.      |
| 54         | 10        | Devlins Drohung                | No Place Is Home    | 13. Juli 2018        | 27. Dez. 2018                         | Kenneth Fink          | Gisselle Legere & Julia Cohen    | 2,675 Mio.      |
| 55         | 11        | Die Kunst des Krieges          | The Art of War      | 20. Juli 2018        | 3. Jan. 2019                          | Jennifer Phang        | Adam Armus & Tom Mularz          | 2,638 Mio.      |
| 56         | 12        | Wir sind Schatten              | Ghosts              | 27. Juli 2018        | 3. Jan. 2019                          | Russell Lee Fine      | Julia Cohen & Matthew Klam       | 2,659 Mio.      |
| 57         | 13        | Wer bist du?                   | Who Are You         | 3. Aug. 2018         | 10. Jan. 2019                         | Russell Lee Fine      | Dave Kalstein & Michael Seitzman | 2,656 Mio.      |